# Flinri
Le Flinri (ou ruisseau de Flinri) est un ruisseau de Belgique coulant en province de Namur, affluent de l'Hermeton.